# Bocconia hintoniorum
Bocconia hintoniorum är en vallmoväxtart som beskrevs av Billie Lee Turner. Bocconia hintoniorum ingår i släktet Bocconia och familjen vallmoväxter. Inga underarter finns listade i Catalogue of Life.